# BYD D1
La BYD D1 è un'autovettura elettrica prodotta dalla casa automobilistica cinese BYD Auto dal 2020.

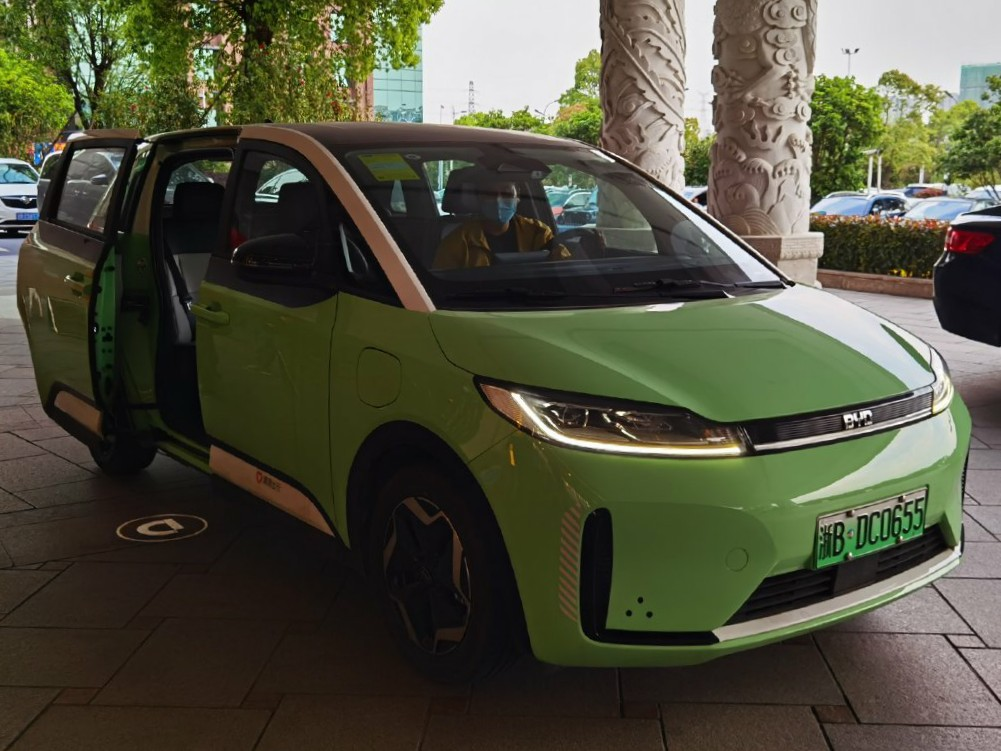
Vista laterale, notare le portiere scorrevoli

## Contesto e storia
La D1 è un monovolume compatto ed elettrico costruito appositamente dalla BYD in collaborazione con Didi Chuxing e sviluppato esclusivamente per i servizi di taxi ride-hailing (o ridesharing).
A partire dal 2018, Didi Chuxing ha costituito un'alleanza con diverse case automobilistiche tra cui Volkswagen, BAIC e BYD per sviluppare veicoli appositamente costruiti per il ride-hailing e le flotte aziendali. L'alleanza consisteva nel fatto che Didi Chuxing offrisse la propria base di clienti e capacità operative alle case automobilistiche che desiderasseto sviluppare i propri servizi di ride-hailing come database di ricerca, in cambio delle competenze di progettazione in ambito industriale-automobilistico. Il modello D1 è il primo appositamente costruito che Didi Chuxing ha presentato per i servizi di ride-hailing nati dall'alleanza con le case automobilistiche.
Nell'agosto 2020 BYD ha ricevuto l'approvazione da parte del Ministero dell'Industria e dell'Informatica cinese per produrre e vendere la vettura.
Il 16 novembre 2020 l'autovettura BYD D1 è stata presentata in un evento a Pechino.

## Descrizione
La D1 è alimentata da un motore elettrico siglato TZ180XSA con una potenza di 100 kW (136 CV), dotato di una batteria LFP senza cobalto da 70 kW posta nel sottoscocca, che è significativamente meno incline ad incendiarsi rispetto alle tradizionali batterie agli ioni di litio. L'autonomia è di circa 418 km secondo il ciclo di omologazione NEDC. La velocità massima è di 130 km/h.
La D1 è dotato di una porta scorrevole sul lato destro per poter agevolare la salita e discesa a bordo dei passeggeri e potenzialmente per evitare di colpire eventuali ciclisti o pedoni che sopraggiungano sul lato destro della strada. Il design della vettura ha sollevato alcune critiche da parte della Volkswagen e gli organi di stampa del settore, in quanto lo stile della vettura è troppo similare a quello della Volkswagen ID.3.